# Ben Cooper
Ben Cooper (Hartford, 30 settembre 1933 – Memphis, 24 febbraio 2020) è stato un attore statunitense.

## Biografia
Ben Cooper iniziò la carriera di attore ancora bambino, ottenendo un grande successo nel ruolo del piccolo Harlan nella commedia Vita col padre, che debuttò trionfalmente a Broadway nel 1939 e venne replicata fino al 1943, anno in cui il giovane attore, ormai cresciuto, era passato a interpretare il ruolo del figlio maggiore Whitney.
Debuttò diciottenne sul piccolo schermo in alcune delle maggiori serie antologiche del periodo, come Armstrong Circle Theatre e divenne uno dei volti più noti del genere western sia sul grande schermo che alla televisione. Durante gli anni cinquanta recitò in diversi western di successo prodotti dalla Republic Pictures, tra i quali è da ricordare Johnny Guitar (1954) di Nicholas Ray, in cui interpretò il ruolo dello sfortunato Turkey Ralston. In alcune occasioni ebbe l'opportunità di cimentarsi in altri generi cinematografici, come nel bellico Aquile tonanti (1952) e nel dramma di stampo teatrale La rosa tatuata (1955), in cui recitò accanto ad Anna Magnani e Burt Lancaster.
Durante gli anni cinquanta e sessanta Cooper recitò nelle più popolari serie televisive western, come Carovane verso il West (1959-1960), I racconti del West (1956-1960), Bonanza (1960-1961), Laramie (1962), Gli uomini della prateria (1964) e Gunsmoke (1961-1965). Interpretò inoltre il ruolo dell'assassino in due episodi della serie poliziesca Perry Mason, nel 1962 e nel 1965. La sua ultima apparizione cinematografica risale al 1994 nella commedia western Jack colpo di fulmine, mentre l'anno successivo recitò per l'ultima volta sul piccolo schermo in un episodio della serie Kung Fu - La leggenda. 
È morto il 24 febbraio 2020, all'età di 86 anni.

## Filmografia parziale

### Cinema
- Aquile tonanti (Thunderbirds), regia di John H. Auer (1952)
- La donna che volevano linciare (Woman They Almost Lynched), regia di Allan Dwan (1952)
- Mercato di donne (A Perilous Journey), regia di R.G. Springsteen (1953)
- Il mare dei vascelli perduti (Sea of Lost Ships), regia di Joseph Kane (1953)
- Operazione Corea (Flight Nurse), regia di Allan Dwan (1953)
- Johnny Guitar, regia di Nicholas Ray (1954)
- Il cacciatore di fortuna (The Outcast), regia di William Witney (1954)
- L'avamposto dell'inferno (Hell's Outpost), regia di Joseph Kane (1954)
- Bandiera di combattimento (The Eternal Sea), regia di John H. Auer (1955)
- Alamo (The Last Command), regia di Frank Lloyd (1955)
- Flash! Cronaca nera (Headline Hunters), regia di William Witney (1955)
- La rosa tatuata (The Rose Tattoo), regia di Daniel Mann (1955)
- Pista insanguinata (The Flighting Chance), regia di William Witney (1955)
- L'assassino della Sierra Nevada (A Strange Adventure), regia di William Witney (1956)
- Il ribelle torna in città (Rebel in Town), regia di Alfred L. Werker (1956)
- Combattimento ai pozzi apache (Duel at Apache Wells), regia di Joseph Kane (1957)
- Jeff Blain il figlio del bandito (Outlaw's Son), regia di Lesley Selander (1957)
- Sfida nella valle dei Comanche (Gunfight at Comanche Creek), regia di Frank McDonald (1963)
- I temerari del West (The Raiders), regia di Herschel Daugherty (1963)
- I pistoleri maledetti (Arizona Raiders), regia di William Witney (1965)
- Waco, una pistola infallibile (Waco), regia di R.G. Springsteen (1966)
- Il grido di guerra dei sioux (Red Tomahawk), regia di R.G. Springsteen (1967)
- L'infallibile pistolero strabico (Support Your Local Gunfighter), regia di Burt Kennedy (1971)
- Uno spaccone chiamato Hark (One More Train to Rob), regia di Andrew V. McLaglen (1971)
- Jack colpo di fulmine (Lightning Jack), regia di Simon Wincer (1994)

### Televisione
- Inside Detective – serie TV, 1 episodio (1950)
- Suspense – serie TV, 2 episodi (1950)
- Fireside Theatre – serie TV, 1 episodio (1951)
- Armstrong Circle Theatre – serie TV, 2 episodi (1951-1952)
- Schlitz Playhouse of Stars – serie TV, 2 episodi (1955-1956)
- Matinee Theatre – serie TV, 2 episodi (1956-1957)
- The Millionaire – serie TV, 1 episodio (1959)
- Playhouse 90 – serie TV, 1 episodio (1959)
- Alcoa Presents: One Step Beyond – serie TV, 1 episodio (1959)
- Tales of Wells Fargo – serie TV, 1 episodio (1959)
- Wichita Town – serie TV, 1 episodio 1x09 (1959)
- Johnny Ringo – serie TV, 1 episodio (1960)
- Carovane verso il West (Wagon Train) – serie TV, 2 episodi (1959-1960)
- I racconti del West (Zane Grey Theater) – serie TV, 4 episodi (1956-1960)
- The Best of the Post – serie TV, episodio 1x01 (1960)
- Carovana (Stagecoach West) – serie TV, episodio 1x08 (1960)
- The Westerner – serie TV, 1 episodio (1960)
- The Rifleman – serie TV, 1 episodio (1961)
- The Americans – serie TV, episodio 1x12 (1961)
- Ai confini della realtà (The Twilight Zone) – serie TV, episodio 3x11 (1961)
- Bonanza – serie TV, 2 episodi (1960-1961)
- Avventure in paradiso (Adventures in Paradise) – serie TV, episodio 3x11 (1961)
- Window on Main Street – serie TV, 1 episodio (1962)
- Laramie – serie TV, 2 episodi (1962)
- L'amico Gipsy (The Littlest Hobo) – serie TV, 1 episodio (1964)
- Gli uomini della prateria (Rawhide) – serie TV, episodio 7x11 (1964)
- The Crisis – serie TV, 1 episodio (1965)
- Gunsmoke – serie TV, 3 episodi (1961-1965)
- Combat! – serie TV, 2 episodi (1963-1965)
- Perry Mason – serie TV, 5 episodi (1961-1965)
- Kronos - Sfida al passato (The Time Tunnel) – serie TV, episodio 1x02 (1966)
- Premiere – serie TV, 1 episodio (1968)
- The Outsider – serie TV, 2 episodi (1969)
- Operazione ladro (It Takes a Thief) – serie TV, 1 episodio (1969)
- Death Valley Days – serie TV, 1 episodio (1969)
- Mannix – serie TV, 2 episodi (1969-1970)
- Marcus Welby (Marcus Welby, M.D.) – serie TV, 1 episodio (1970)
- Adam-12 – serie TV, 1 episodio (1970)
- Il virginiano (The Virginian) – serie TV, episodio 9x04 (1970)
- Room 222 – serie TV, 1 episodio (1971)
- Kung Fu – serie TV, 1 episodio (1974)
- Disneyland – serie TV, 2 episodi (1975)
- Truck Driver – serie TV, 1 episodio (1979)
- Lobo (The Misadventures of Sheriff Lobo) – serie TV, 5 episodi (1979-1980)
- Professione pericolo (The Fall Guy) – serie TV, 7 episodi (1981-1983)
- Casalingo Superpiù (Who's the Boss?) – serie TV, 1 episodio (1984)
- Dallas – serie TV, 2 episodi (1985)
- Scuola di football (1st & Ten) – serie TV, 3 episodi (1984-1985)
- California (Knots Landing) – serie TV, 1 episodio (1986)
- Avvocati a Los Angeles (L.A. Law) – serie TV, 1 episodio (1986)
- Kung Fu - La leggenda (Kung Fu: The Legend Continues) – serie TV, 1 episodio (1995)

## Doppiatori italiani
- Massimo Turci in Johnny Guitar, Il cacciatore di fortuna, Bandiera di combattimento, Alamo, Flash! Cronaca nera, La rosa tatuata, I pistoleri maledetti, Waco una pistola infallibile
- Gianfranco Bellini in La donna che volevano linciare